# Richebourg (vinho)
O Richebourg é um vinho produzido na comuna de Vosne-Romanée, região da Borgonha, Côte d'Or, França e  classificado como Grand Cru.   A região de produção faz parte da Côte de Nuits.

## História
Os monges de Saint-Vivant de Vergy (região de Cluny) e os cistercienses de Cîteaux já trabalhavam as vinhas há cerca de 1000 anos. Eles são classificados como AOC desde 1936.

## Localização
Situado na comuna de Vosne-Romanée, este Grand Cru cobre uma área de 8,03 ha. A variedade utilizada é a pinot noir e a produção equivalia a cerca de 246 hectolitros ou cerca de 31980 garrafas (em 2007).

## Geologia
Solo calcário, profundo na parte baixa e mais raso na parte superior que varia entre 250 e 310m de altitude. As vinhas estão expostas para o sol nascente.

## Tipos de vinhos, gastronomia e serviço
Coloração rubi escuro tendendo ao carmim com o envelhecimento. Diversificado e amplo no nariz com aromas de pequenas frutas vermelhas e pretas, de violetas, temperos e gramínea. Delicado na boca, poderoso, completo e sutil.
Bom para acompanhar aves de caça, carnes de sabores fortes, pato selvagem e vitelas.
Deve ser servido entre 15 e 17ºC. Pode ser guardado entre 15 e 25 anos.

## Outrosgrands crusde Vosne-Romanée
- Romanée-Conti
- La Tâche (vinho)
- La Romanée
- Romanée Saint-Vivant
- La Grande Rue